# Mont Futamata
Le mont Futamata (二股山, Futamata-yama) est une montagne culminant à 1 438 m d'altitude dans les monts Hidaka en Hokkaidō au Japon.